# Saga ornata
Saga ornata är en insektsart som beskrevs av Hermann Burmeister 1838. Saga ornata ingår i släktet Saga och familjen vårtbitare. Inga underarter finns listade i Catalogue of Life.